# Polizeiruf 110: Traum des Vergessens
Traum des Vergessens ist ein deutscher Kriminalfilm von Hans-Werner Honert aus dem Jahr 1985. Der Fernsehfilm erschien als 95. Folge der Filmreihe Polizeiruf 110.

## Handlung
Die Ehepaare Werner und Krumm sind seit vier Jahren miteinander befreundet. Seit zwei Jahren haben Sabine Krumm und Dr. Hartmut Werner eine Affäre, die den beiden anderen Ehepartnern bekannt ist. Die introvertierte Christiane Werner frisst den Schmerz in sich hinein und versucht, ihre Kinder Annett und den zweijährigen Tobias als Druckmittel gegen eine Scheidung zu verwenden. Dr. Rainer Krumm wiederum glaubt, Sabine seine Liebe durch Toleranz zu beweisen. Erst als Sabine und Hartmut sich scheiden lassen wollen, beginnen sich Christiane und Rainer aktiv zu wehren. Christiane droht mit Selbstmord, dreht vor den Augen ihrer kleinen Tochter den Gashahn auf und meint, dies sei eine Lösung für ihre Probleme. In der nächsten Nacht wacht Annett auf, weil ihr kleiner Bruder aus dem Doppelstockbett gefallen ist. Gasgeruch hängt in der Luft und beide Elternteile lassen sich von Annett nicht wecken. Im Nachthemd rennt sie durch die Stadt zum Haus der Großeltern. Opa Rudolf holt die ohnmächtigen Christiane und Hartmut aus dem Haus, die mit dem Krankenwagen in die Klinik gebracht werden. Für Tobias kommt jede Hilfe zu spät, er stirbt noch am Tatort an einer Gasvergiftung.
Annett wurde mit schweren Schocksymptomen im Krankenhaus behalten. Sie fragt ständig nach ihrem Bruder, doch sagen ihr die Ärzte nicht, dass Tobias nicht mehr lebt. Die Behandlung der Werners übernimmt der Chefarzt der Klinik – Rainer Krumm. Hartmut ist schon bald wieder ansprechbar, doch liegt Christiane im Koma, hatte sie doch vor dem Zubettgehen Schlafmittel genommen. Hartmut glaubt an einen Unfall und berichtet dem ermittelnden Oberleutnant Jürgen Hübner von dem Abend. Christiane habe nach ihrem Streit in der Küche abwaschen wollen, dies jedoch nicht getan. Sie sei dann wiederum vor ihm schlafen gegangen. Er selbst habe sich noch ein Getränk aus der Küche geholt, einen offenen Gashahn habe er dabei nicht bemerkt. Die Ermittler vermuten, dass Christiane Wasser für den Abwasch auf dem Herd erhitzen wollte, jedoch vergaß, die Flamme zu entzünden. Der Fokus von Rainer und Polizeipsychologe Dr. Rohrbach liegt in der Behandlung von Annett. Sie ist für Fragen unzugänglich, schreit und gerät in Panik, als ihr Vater sie besuchen kommt, und steht oft teilnahmslos am Fenster und blickt in den Park des Krankenhauses, wo sie eine glückliche Familie mit zwei Kindern zu sehen scheint. Der Psychologe versucht, die Ereignisse des Abends zu rekonstruieren, doch unterbricht Annett das spielerische Verhör stets nach kurzer Zeit.
Eines Tages erwacht Christiane aus ihrer Ohnmacht und bestreitet, den Gashahn aufgedreht zu haben. Die Familie hat einen Wasserboiler, sodass sie auch kein Wasser auf dem Herd erhitzen muss. Christiane ist sich ihrer Psyche jedoch nicht sicher und würde eine Tat zugeben, wenn man sie ihr unterstellen würde. Am Ende gerät sogar Rainer Krumm unter Verdacht, die Tat aus Eifersucht begangen zu haben. Das Blatt wendet sich, als Rainer mit einer Krankenschwester beobachtet, wie Annett im Garten ihren Teddy beerdigt. Er sei nicht mehr aufgewacht, begründet sie ihr Handeln. Zudem reagiert sie wenig später panisch, als eine Schwester für sie Milch auf dem Herd erwärmt. Dr. Rohrbach spielt Rainer und Annett einen Stummfilm vor, der unter anderem Sequenzen eines streitenden Ehepaars und eines Herdes mit aufgedrehter Gasflamme enthält. Annett hält sich zunächst die Ohren zu und geht schließlich, als die Herdszene beginnt. Dabei spricht sie, dass sie den Vater nicht verlieren wollte. Eines ihrer gemalten Bilder zeigt eine Familie in Gasschwaden. Rainer überbringt den Werners, dass Annett den Gashahn aufgedreht hat. Sie nahm dabei Christianes Drohung, mit der Gasflamme alle Probleme lösen zu können, ernst.
Einige Monate später wird Annett sechs Jahre alt. Jürgen Hübner kommt zum Gratulieren, wird von Hartmut jedoch unfreundlich begrüßt. Zwischen Hartmut und seiner Frau ist das Verhältnis angespannt, Sabine wiederum wird von den Werners ausgeschlossen.

## Produktion
Traum des Vergessens wurde vom 20. Oktober bis 20. Dezember 1984 unter dem Arbeitstitel Das laute Schweigen in Dresden, Radeberg, Oberbärenburg sowie an der Ostsee gedreht. Die Kostüme des Films schuf Barbara Voigt, die Filmbauten stammen von Günther Möller. Der Film erlebte am 24. März 1985 im 1. Programm des Fernsehens der DDR seine Premiere. Die Zuschauerbeteiligung lag bei 61,2 Prozent.
Es war die 95. Folge der Filmreihe Polizeiruf 110. Oberleutnant Jürgen Hübner ermittelte in seinem 46. Fall.

## Auszeichnung
Im Bereich Dramatische Produktionen des Jahres 1985 erhielt Traum des Vergessens auf der VII. Leistungsschau des Bereichs Fernsehdramatik des DDR-Fernsehens 1986 das Prädikat „Besonders wertvoll“.